# Wang Zhaoguo
Wang Zhaoguo (chiń. upr. 王兆国; chiń. trad. 王兆國; pinyin Wáng Zhàoguó; ur. 1941) – chiński polityk, w latach 2002-2012 członek Biura Politycznego Komunistycznej Partii Chin (KPCh), w latach 2003-2013 wiceprzewodniczący Stałego Komitetu Ogólnochińskiego Zgromadzenia Przedstawicieli Ludowych (OZPL).

## Życiorys
Pochodzi z prowincji Hebei, jest etnicznym Chińczykiem Han. Członkiem KPCh został w grudniu 1965 roku. Ukończył studia w zakresie budowy maszyn dla branży energetycznej w Instytucie Technologicznym w Harbinie. Następnie rozpoczął karierę zawodową w przemyśle ciężkim. W latach 1982–1984 był ogólnokrajowym pierwszym sekretarzem Ligi Młodzieży Komunistycznej. Jego następcą na tym stanowisku został Hu Jintao. Pod koniec lat 80. przeniósł się do prowincji Fujian, gdzie zajmował stanowisko gubernatora prowincji i zarazem wiceszefa struktur KPCh na jej terenie. W latach 90. trafił do władz centralnych w Pekinie, gdzie w latach 1991-1996 był dyrektorem partyjnego Biura Spraw Tajwańskich. W 2002 został przewodniczącym Ogólnochińskiej Federacji Związków Zawodowych i zajmował to stanowisko do 2013. 
Już od 1982 był członkiem Komitetu Centralnego KPCh, zasiadał też w rozmaitych ciałach partyjnych i parlamentarnych. W 2002 wszedł w skład Biura Politycznego KPCh, gdzie spędził dwie pięcioletnie kadencje. W 2003 został równocześnie faktycznym wiceprzewodniczącym chińskiego parlamentu. Opuścił to stanowisko w 2013. Wang zaliczany jest do tzw. czwartej generacji przywódców Chińskiej Republiki Ludowej, której liderem był Hu Jintao. Politycy tej generacji stopniowo przekazywali najwyższe urzędy kolejnej, piątej generacji w latach 2012-2013 i tak też stało się z Wangiem. 